# Sumatraanse hapvogel
De Sumatraanse hapvogel (Corydon sumatranus) is een zangvogel uit de familie Eurylaimidae (breedbekken en hapvogels).

## Verspreiding en leefgebied
Deze soort komt voor in Zuidoost-Azië, Sumatra en Borneo en telt drie ondersoorten:
- C. s. laoensis: van zuidelijk Myanmar tot noordelijk Thailand en Indochina.
- C. s. sumatranus: Malakka en Sumatra.
- C. s. brunnescens: Borneo en de noordelijke Natuna-eilanden.

## Status
De grootte van de populatie is niet gekwantificeerd maar de soort wordt omschreven als plaatselijk algemeen in Malakka maar elders niet algemeen. Op de Rode lijst van de IUCN heeft deze soort de status niet bedreigd.